# باوتنبوست
باوتنبوست (Bûtenpost بالفريزية الغربية) هي قرية شمال شرق فرايزلاند في هولندا.

## معرض صور

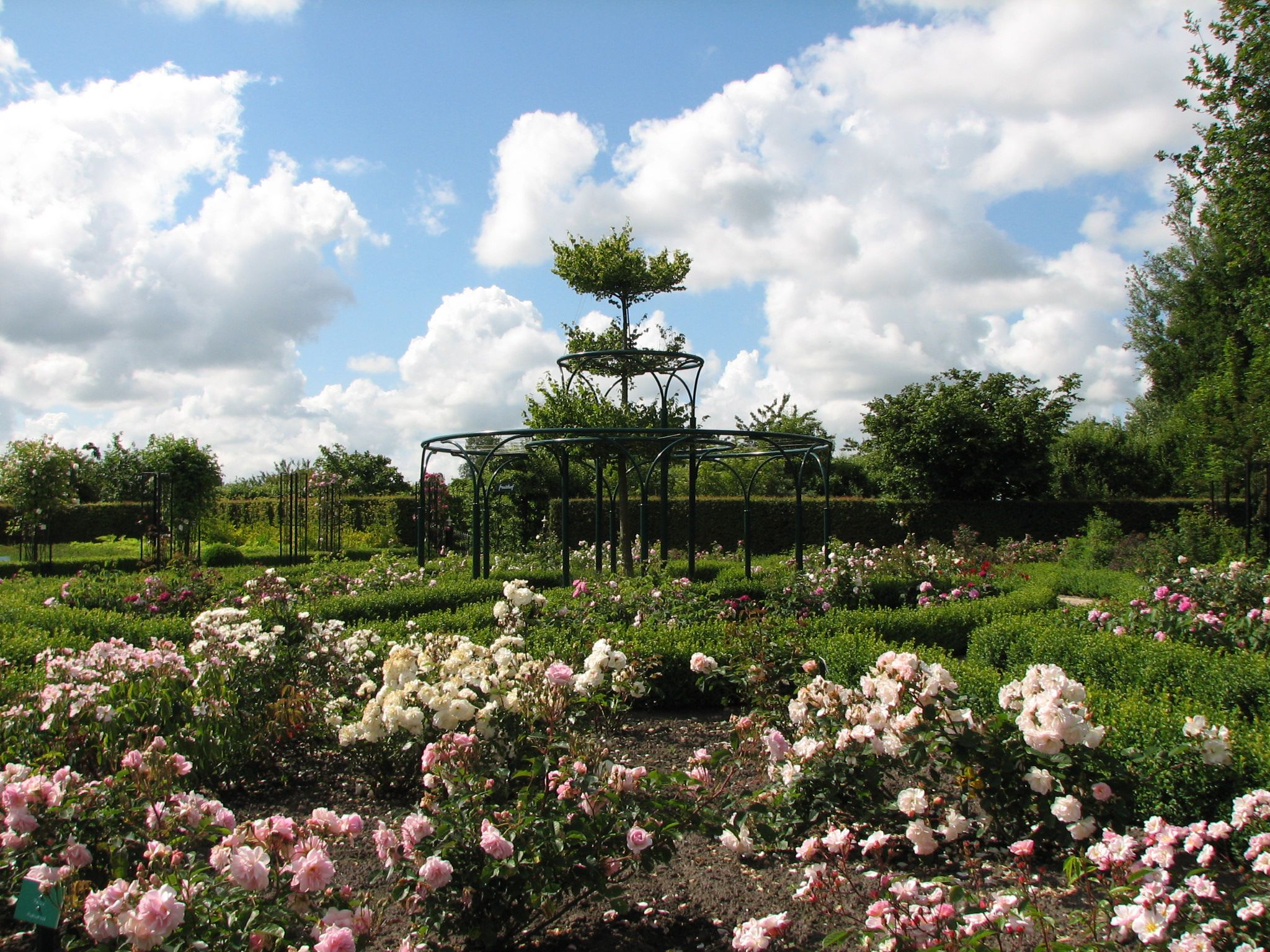
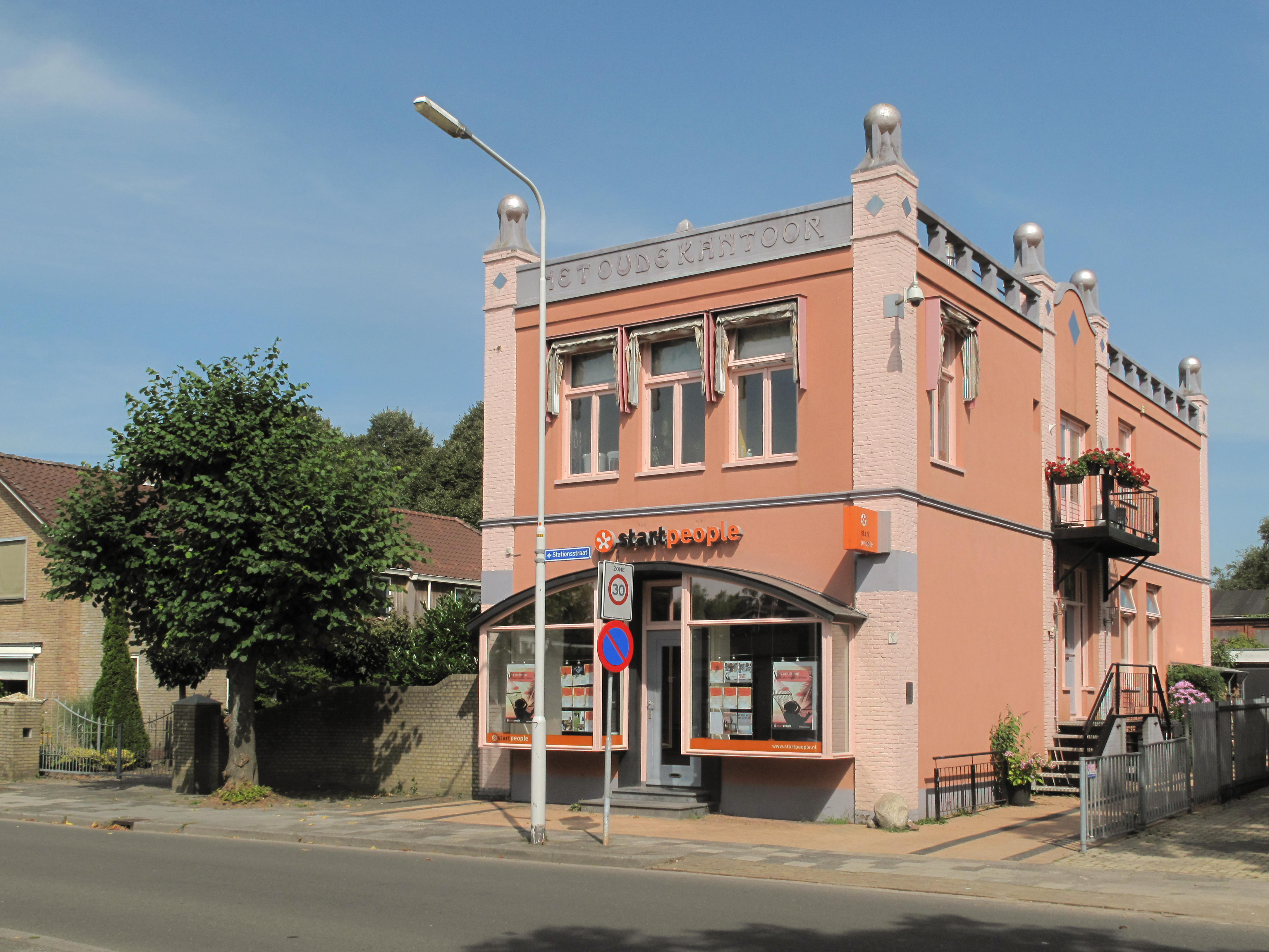
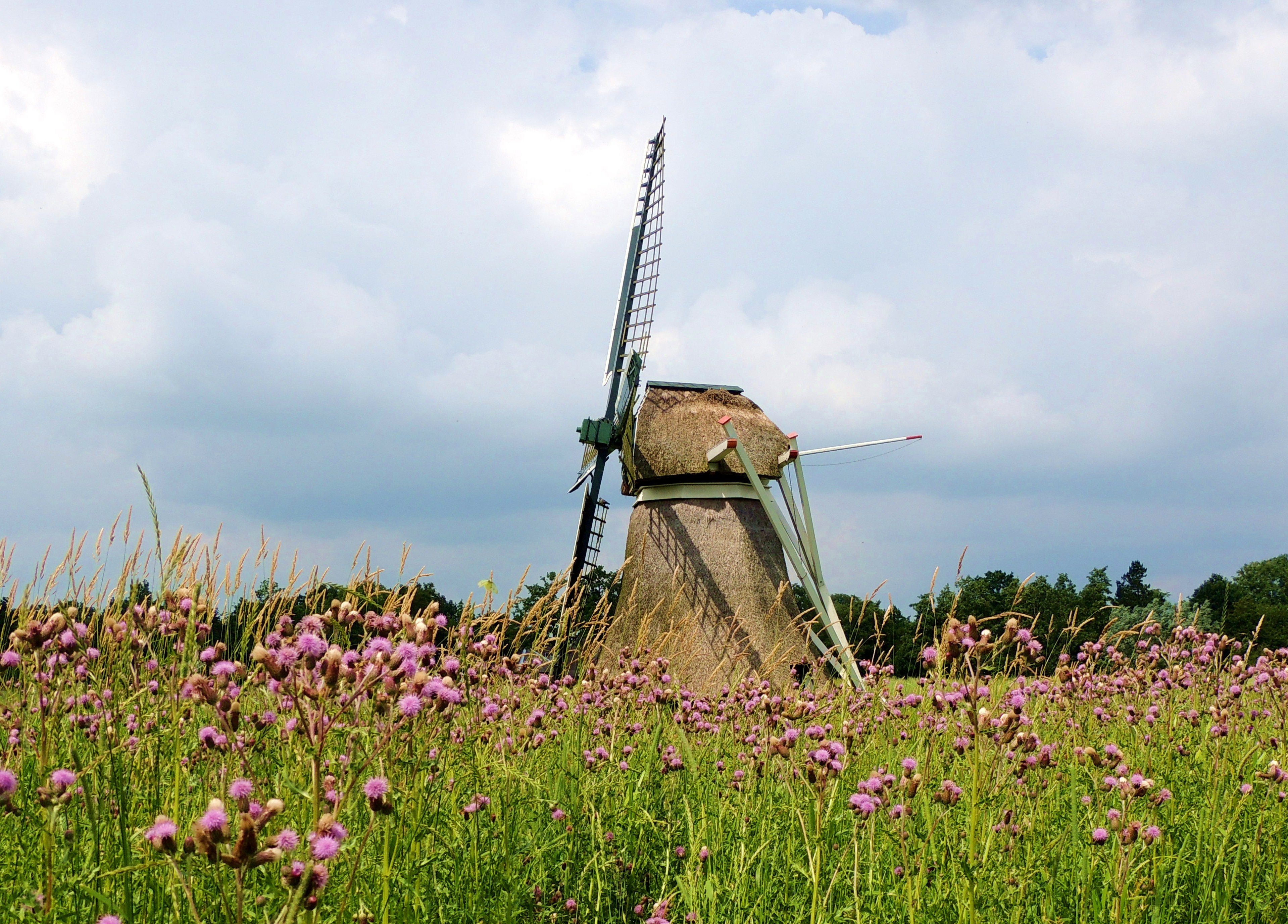